# الروضة (حمص)
الروضة قرية في ناحية الرقاما التابعة لمنطقة حمص في محافظة حمص في سورية. تقع شرق الطريق السريع بين حمص ودمشق.